# Antti Aarne
Antti Amatus Aarne (Pori, 5 de dezembro de 1867 — Helsinque, 5 de fevereiro de 1925) foi um folclorista finlandês. Era um dos criadores do Sistema de classificação de Aarne-Thompsom, juntamente com Stith Thompson.